# Iris Runge
Iris Anna Runge (Hannover, 1 de junho de 1888 – Ulm, 27 de janeiro de 1966) foi uma matemática e física alemã.

## Vida e obra
Iris Runge foi a mais velha dos seis filhos do matemático Carl Runge. Começou a estudar física, matemática e geografia na Universidade de Göttingen em 1907, com o propósito de tornar-se professora. Na época apenas frequentou as aulas, pois não era permitido a mulheres estudar formalmente nas universidades da Prússia até 1908–1909. Frequentou aulas de seu pai e passou um semestre na Universidade de Munique, onde trabalhou com Arnold Sommerfeld, do qual resultou sua primeira publicação, Anwendungen der Vektorrechnung auf die Grundlagen der Geometrischen Optik ("Applications of vector calculations to the fundamentals of geometric optics") no Annalen der Physik ("Annals of Physics"). Após aprovada nos exames estatais em 1912, lecionou em diversas escolas (Lyzeum Göttingen, Oberlyzeum Kippenberg próximo a Bremen). Retornou para a universidade em 1918 para estudar química. Em 1920 lecionou na Schule Schloss Salem.  Obteve um doutorado em 1921, orientada por Gustav Tammann, com a tese Über Diffusion im festen Zustande ("On diffusion in the solid state"). Como estudante foi assistente pessoal de Leonard Nelson.  Durante a agitação política na Alemanha depois da Primeira Guerra Mundial participou ativamente da campanha eleitoral do Partido Social-Democrata da Alemanha (SPD), que na época implementava o sufrágio feminino na Alemanha. Afiliou-se ao partido em 1929.
Em 1923 desistiu de lecionar e trabalhou na Osram como matemática industrial. Ellen Lax, que obteve seu doutorado em 1919 orientada por Walther Nernst, foi lá sua colega de trabalho. Lá, de acordo com os produtos da empresa (lâmpadas incandescentes e tubos de rádio), trabalhou em problemas de condução de calor, emissão de elétrons em tubos e estatística de controle de qualidade em produção em massa. Neste último tópico foi coautora de um livro-texto clássico. Em 1929 foi promovida a oficial sênior da empresa. A partir de 1929 trabalhou no departamento de tubos de rádio, e depois que o departamento foi adquirido pela Telefunken em 1939, trabalhou na nova empresa até a dissolução do laboratório em 1945.
Depois de 1945 lecionou no centro de educação de adultos em Spandau e foi assistente de pesquisa na Universidade Técnica de Berlim. Em 1947 obteve a habilitação na Universidade Humboldt de Berlim. Sua palestra inaugural foi intitulada Über das Rauschen von Elektronenröhren; seus trabalhos publicados foram aceitos no lugar de uma tese de habilitação. Em 1947 foi-lhe oferecida uma posição de professora, e trabalhou até 1949 como assistente de Friedrich Möglich, o presidente da divisão de física teórica da Universidade Humboldt de Berlim. Em novembro de 1949 foi nomeada professora. Foi uma das três professoras na Faculdade de Matemática e Ciências Naturais, sendo as outras duas Elisabeth Schiemann e Katharina Boll-Dornberger. A partir de março de 1949 trabalhou em meio período novamente para a Telefunken. Em 1952 tornou-se professora emérita na Universidade Humboldt de Berlim, onde lecionou física teórica até o semestre de verão de 1952. Morou em Berlim Ocidental até 1965, e depois mudou-se para morar com seu irmão em Ulm.
Traduziu o livro What Is Mathematics? de Richard Courant (que foi casado com uma de suas irmãs) e Herbert Robbins em alemão, e escreveu uma biografia de seu pai, Carl Runge und sein wissenschaftliches Werk ("Carl Runge and his scientific works").

## Publicações
- Arnold Sommerfeld, Iris Runge, Anwendungen der Vektorrechnung auf die Grundlagen der Geometrischen Optik ("Applications of vector calculations to the fundamentals of geometric optics"), Annalen der Physik, Vol. 340, 1911, pp. 277–298
- Richard Becker, Hubert Plaut, Iris Runge, Anwendungen der mathematischen Statistik auf Probleme der Massenfabrikation ("Applications of mathematical statistics to problems of mass production"), Springer Verlag 1927
- Iris Runge, Carl Runge und sein wissenschaftliches Werk ("Carl Runge and his scientific works"), Vandenhoeck and Ruprecht, Göttingen, 1949 (reprinted from Abh. Akad. Wiss. Göttingen)

## References
- Kathrin Randl, Prof. Dr. Iris Runge (1888–1966), in Akteneinsicht, Lit Verlag 2012
- Renate Tobies, Iris Runge. A Life at the Crossroads of Mathematics, Science and Industry, Birkhäuser 2012
- Renate Tobies, ed. (2005). «Runge, Iris Anna». Neue Deutsche Biographie (NDB) (em alemão). 22. 2005. Berlim: Duncker & Humblot. pp. 260 et seq..